# 24-Stunden-Rennen von Daytona 2022

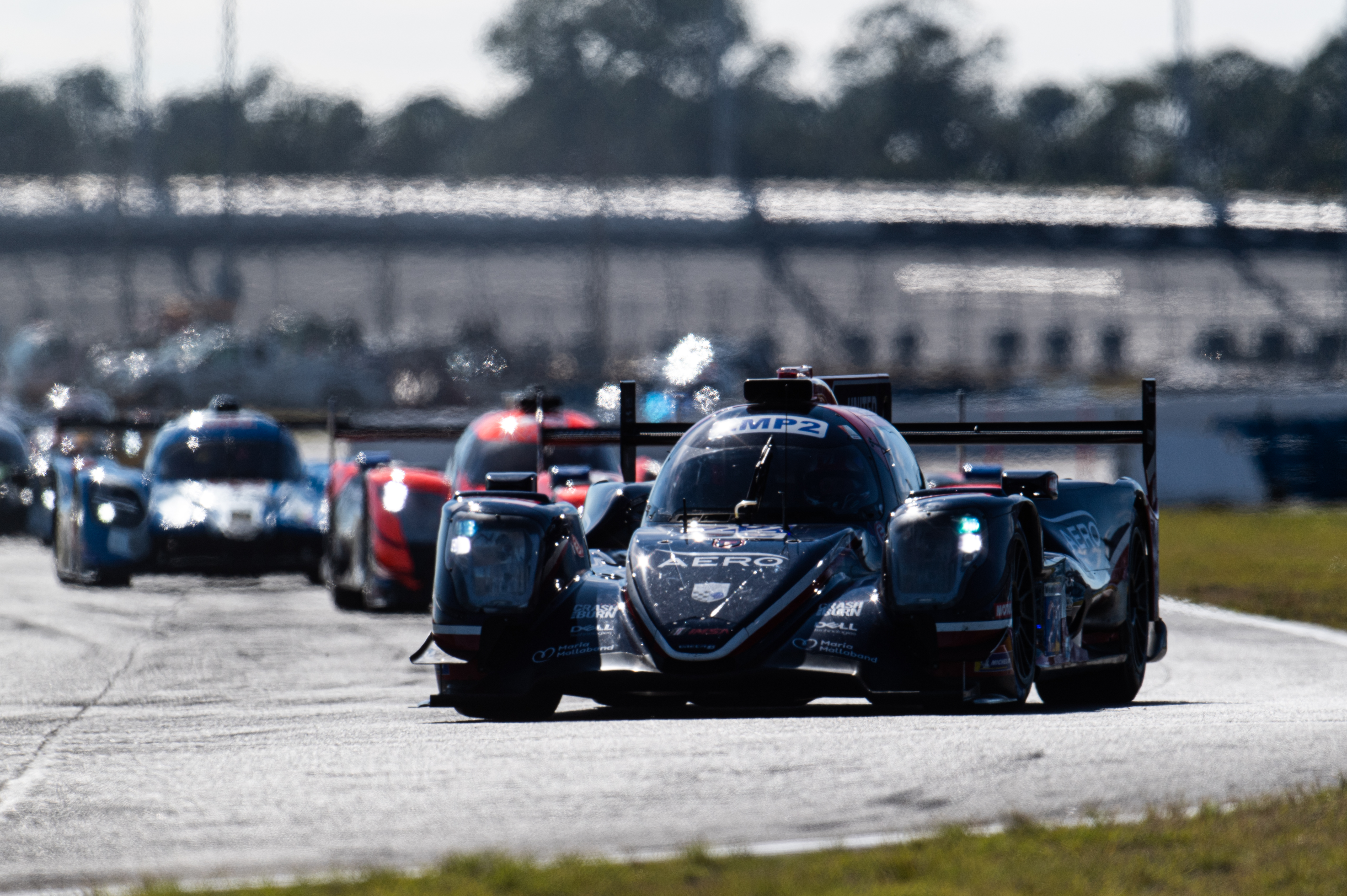
LMP2-Rennwagen während des Rennens

Das 55. 24-Stunden-Rennen von Daytona, auch  2022 Rolex 24 at Daytona, fand am 19. und 20. Januar 2022 auf dem Daytona International Speedway statt und war der erste Wertungslauf zur IMSA WeatherTech SportsCar Championship dieses Jahres.

## Das Rennen
Die 60. Ausgabe war eines der spannendsten Rennen in der Geschichte dieser Motorsportveranstaltung. Jedes der vier bestplatzierten Teams lag 88 Runden in Führung und am Ende des Rennens trennten den Vierten vom Ersten nur 5,615 Sekunden. Der Vorsprung der Sieger Tom Blomqvist, Hélio Castroneves, Oliver Jarvis und Simon Pagenaud auf die Markenkollegen Filipe Albuquerque, Alexander Rossi, Will Stevens und Ricky Taylor betrug nach einer Fahrzeit von 24:00:23,026 Stunden nur 3,028 Sekunden.

## Ergebnisse

### Schlussklassement
| 1           | DPi     | 60 | Meyer Shank Racing with Curb-Agajanian | Tom Blomqvist Hélio Castroneves Oliver Jarvis Simon Pagenaud      | Acura ARX-05                 | 761  |
| 2           | DPi     | 10 | Konica Minolta Acura                   | Filipe Albuquerque Alexander Rossi Will Stevens Ricky Taylor      | Acura ARX-05                 | 761  |
| 3           | DPi     | 5  | JDC-Miller MotorSports                 | Loïc Duval Ben Keating Tristan Vautier Richard Westbrook          | Cadillac DPi-V.R             | 761  |
| 4           | DPi     | 31 | Whelen Engineering Racing              | Mike Conway Luís Felipe Derani Tristan Nunez                      | Cadillac DPi-V.R             | 761  |
| 5           | LMP2    | 81 | DragonSpeed USA                        | Devlin DeFrancesco Colton Herta Éric Lux Patricio O’Ward          | Oreca 07                     | 751  |
| 6           | LMP2    | 29 | Racing Team Nederland                  | Frits van Eerd Giedo van der Garde Dylan Murry Rinus VeeKay       | Oreca 07                     | 751  |
| 7           | LMP2    | 8  | Starworks Motorsport                   | Rui Andrade Louis Delétraz John Farano Ferdinand von Habsburg     | Oreca 07                     | 751  |
| 8           | LMP2    | 52 | PR1 Mathiasen Motorsports              | Scott Huffaker Mikkel Jensen Ben Keating Nicolas Lapierre         | Oreca 07                     | 751  |
| 9           | LMP2    | 68 | G-Drive Racing by APR                  | François Hériau Ed Jones Oliver Rasmussen René Rast               | Aurus 01                     | 744  |
| 10          | LMP2    | 22 | United Autosports                      | Philip Hanson James McGuire Will Owen Guy Smith                   | Oreca 07                     | 740  |
| 11          | DPi     | 48 | Action Express Racing                  | Jimmie Johnson Kamui Kobayashi José María López Mike Rockenfeller | Cadillac DPi-V.R             | 739  |
| 12          | DPi     | 02 | Chip Ganassi Racing                    | Earl Bamber Marcus Ericsson Alex Lynn Kevin Magnussen             | Cadillac DPi-V.R             | 734  |
| 13          | LMP3    | 74 | Riley Motorsports                      | Kay van Berlo Michael Cooper Felipe Fraga Gar Robinson            | Ligier JS P320               | 723  |
| 14          | DPi     | 01 | Chip Ganassi Racing                    | Sébastien Bourdais Scott Dixon Alex Palou Renger van der Zande    | Cadillac DPi-V.R             | 722  |
| 15          | LMP3    | 33 | Sean Creech Motorsport                 | João Barbosa Malte Jakobsen Sebastian Priaulx Lance Willsey       | Ligier JS P320               | 722  |
| 16          | LMP3    | 54 | CORE Autosport                         | Jon Bennett Colin Braun Niclas Jönsson George Kurtz               | Ligier JS P320               | 721  |
| 17          | LMP3    | 36 | Andretti Autosport                     | Jarett Andretti Josh Burdon Gabby Chaves Rasmus Lindh             | Ligier JS P320               | 719  |
| 18          | GTD-Pro | 18 | Pfaff Motorsports                      | Matt Campbell Mathieu Jaminet Felipe Nasr                         | Porsche 911 GT3 R            | 711  |
| 19          | GTD-Pro | 62 | Risi Competizione                      | James Calado Alessandro Pier Guidi Davide Rigon Daniel Serra      | Ferrari 488 GT3 Evo 2020     | 711  |
| 20          | GTD-Pro | 2  | KCMG                                   | Alexandre Imperatori Dennis Olsen Patrick Pilet Laurens Vanthoor  | Porsche 911 GT3 R            | 711  |
| 21          | GTD-Pro | 14 | Vasser Sullivan Racing                 | Ben Barnicoat Jack Hawksworth Kyle Kirkwood                       | Lexus RC F GT3               | 711  |
| 22          | GTD-Pro | 15 | Proton Competition                     | Patrick Assenheimer Austin Cindric Dirk Müller                    | Mercedes-AMG GT3 Evo         | 709  |
| 23          | GTD     | 16 | Wright Motorsports                     | Ryan Hardwick Jan Heylen Richard Lietz Zacharie Robichon          | Porsche 911 GT3 R            | 707  |
| 24          | GTD     | 44 | Magnus Racing                          | Jonny Adam Andy Lally John Potter Spencer Pumpelly                | Aston Martin Vantage AMR GT3 | 707  |
| 25          | GTD     | 32 | Gilbert Korthoff Motorsports           | Scott Andrews James Davison Stevan McAleer Mike Skeen             | Mercedes-AMG GT3 Evo         | 707  |
| 26          | GTD     | 21 | AF Corse                               | Luís Pérez Companc Simon Mann Nicklas Nielsen Toni Vilander       | Ferrari 488 GT3 Evo 2020     | 707  |
| 27          | GTD     | 70 | Inception Racing                       | Brendan Iribe Ollie Millroy Jordan Pepper Frederik Schandorff     | McLaren 720S GT3             | 705  |
| 28          | GTD     | 57 | HTP Winward Motorsport                 | Lucas Auer Philip Ellis Mikaël Grenier Russell Ward               | Mercedes-AMG GT3 Evo         | 699  |
| 29          | GTD-Pro | 3  | Corvette Racing                        | Nicky Catsburg Antonio García Jordan Taylor                       | Chevrolet Corvette C8.R GTD  | 698  |
| 30          | GTD-Pro | 25 | BMW Team RLL                           | John Edwards Augusto Farfus Jesse Krohn Connor De Phillippi       | BMW M4 GT3                   | 698  |
| 31          | GTD     | 64 | Team TGM                               | Ted Giovanis Hugh Plumb Matt Plumb Owen Trinkler                  | Porsche 911 GT3 R            | 697  |
| 32          | LMP3    | 13 | AWA                                    | Matthew Bell Orey Fidani Lars Kern Kuno Wittmer                   | Duqueine M30 - D08           | 695  |
| 33          | GTD     | 71 | T3 Motorsport North America            | Misha Goikhberg Mateo Llarena Maximilian Paul Franck Perera       | Lamborghini Huracán GT3 Evo  | 692  |
| 34          | GTD     | 27 | Heart of Racing Team                   | Roman De Angelis Tom Gamble Ian James Darren Turner               | Aston Martin Vantage AMR GT3 | 688  |
| 35          | LMP3    | 26 | Mühlner Motorsport                     | Charles Crews Cameron Shields Nolan Siegel Ugo de Wilde           | Duqueine M30 - D08           | 681  |
| 36          | GTD-Pro | 79 | WeatherTech Racing                     | Julien Andlauer Matteo Cairoli Cooper MacNeil Alessio Picariello  | Porsche 911 GT3 R            | 673  |
| 37          | GTD     | 99 | Team Hardpoint                         | Nicholas Boulle Rob Ferriol Katherine Legge Stefan Wilson         | Porsche 911 GT3 R            | 672  |
| 38          | GTD     | 98 | Northwest AMR                          | Charlie Eastwood Paul Dalla Lana David Pittard Nicki Thiim        | Aston Martin Vantage AMR GT3 | 667  |
| 39          | GTD-Pro | 24 | BMW Team RLL                           | Philipp Eng Sheldon van der Linde Marco Wittmann Nick Yelloly     | BMW M4 GT3                   | 665  |
| 40          | GTD     | 86 | Gradient Racing                        | Till Bechtolsheimer Mario Farnbacher Marc Miller Kyffin Simpson   | Acura NSX GT3 Evo22          | 659  |
| 41          | GTD     | 47 | Cetilar Racing                         | Antonio Fuoco Roberto Lacorte Alessio Rovera Giorgio Sernagiotto  | Ferrari 488 GT3 Evo 2020     | 652  |
| 42          | GTD     | 12 | Vasser Sullivan Racing                 | Townsend Bell Richard Heistand Frankie Montecalvo Aaron Telitz    | Lexus RC F GT3               | 634  |
| 43          | GTD-Pro | 4  | Corvette Racing                        | Tommy Milner Marco Sørensen Nick Tandy                            | Chevrolet Corvette C8.R GTD  | 626  |
| Ausgefallen |         |    |                                        |                                                                   |                              |      |
| 44          | GTD     | 19 | TR3 Racing                             | Giacomo Altoè John Megrue Jeff Segal Bill Sweedler                | Lamborghini Huracán GT3 Evo  | 669  |
| 45          | LMP2    | 11 | PR1 Mathiasen Motorsports              | Jonathan Bomarito Josh Pierson Steven Thomas Harry Tincknell      | Oreca 07                     | 663  |
| 46          | LMP3    | 38 | Performance Tech Motorsports           | Hikaru Abe Garett Grist Daniel Goldburg Nico Pino                 | Ligier JS P320               | 588  |
| 47          | LMP2    | 69 | G-Drive Racing with APR                | James Allen John Falb Luca Ghiotto Tijmen van der Helm            | Aurus 01                     | 556  |
| 48          | GTD     | 42 | NTE Sport                              | Jaden Conwright Benjamin Hites Markus Palttala Don Yount          | Lamborghini Huracán GT3 Evo  | 524  |
| 49          | GTD-Pro | 97 | WeatherTech Racing                     | Maro Engel Jules Gounon Daniel Juncadella Cooper MacNeil          | Mercedes-AMG GT3 Evo         | 487  |
| 50          | LMP3    | 7  | Forty7 Motorsports                     | Antoine Doquin Trenton Estep Mark Kvamme Austin McCusker          | Duqueine M30 - D08           | 425  |
| 51          | GTD-Pro | 63 | TR3 Racing                             | Mirko Bortolotti Andrea Caldarelli Rolf Ineichen Marco Mapelli    | Lamborghini Huracán GT3 Evo  | 400  |
| 52          | LMP3    | 6  | Mühlner Motorsport                     | Efrin Castro Mortiz Kranz Joel Miller Ayrton Ori                  | Duqueine M30 - D08           | 363  |
| 53          | GTD     | 39 | CarBahn with Peregine Racing           | Corey Lewis Robert Megennis Sandy Mitchell Jeff Westphal          | Lamborghini Huracán GT3 Evo  | 349  |
| 54          | LMP2    | 20 | High Class Racing                      | Dennis Andersen Anders Fjordbach Nico Müller Fabio Scherer        | Oreca 07                     | 345  |
| 55          | LMP2    | 18 | Era Motorsport                         | Paul-Loup Chatin Ryan Dalziel Dwight Merriman Kyle Tilley         | Oreca 07                     | 7181 |
| 56          | GTD     | 96 | Turner Motorsport                      | Bill Auberlen Michael Dinan Robby Foley Jens Klingmann            | BMW M4 GT3                   | 280  |
| 57          | GTD     | 59 | Crucial Motorsports                    | Lance Bergstein Patrick Gallagher Paul Holton Jon Miller          | McLaren 720S GT3             | 263  |
| 58          | GTD     | 28 | Alegra Motorsports                     | Maximilian Götz Linus Lundqvist Daniel Morad Michael de Quesada   | Mercedes-AMG GT3 Evo         | 181  |
| 59          | GTD-Pro | 23 | Heart of Racing Team                   | Ross Gunn Maxime Martin Alex Riberas                              | Aston Martin Vantage AMR GT3 | 103  |
| 60          | GTD     | 75 | SunEnergy1                             | Kenny Habul Raffaele Marciello Fabian Schiller Luca Stolz         | Mercedes-AMG GT3 Evo         | 101  |
| 61          | GTD     | 34 | GMG Racing                             | Klaus Bachler Jeroen Bleekemolen James Sofronas Kyle Washington   | Porsche 911 GT3 R            | 88   |

1 Das Team Era Motorsport wurde an das LMP2-Feldes zurückversetzt da Kyle Tilly die Fahrer-Mindestfahrzeit nicht erreichte

### Nur in der Meldeliste
Zu diesem Rennen sind keine weiteren Meldungen bekannt.

### Klassensieger
| Klasse  | Fahrer             | Fahrer            | Fahrer        | Fahrer            | Fahrzeug          | Platzierung im Gesamtklassement |
| ------- | ------------------ | ----------------- | ------------- | ----------------- | ----------------- | ------------------------------- |
| DPi     | Tom Blomqvist      | Hélio Castroneves | Oliver Jarvis | Simon Pagenaud    | Acura ARX-05      | Gesamtsieg                      |
| LMP2    | Devlin DeFrancesco | Colton Herta      | Éric Lux      | Patricio O’Ward   | Oreca 07          | Rang 5                          |
| LMP3    | Kay van Berlo      | Michael Cooper    | Felipe Fraga  | Gar Robinson      | Ligier JS P320    | Rang 13                         |
| GTD-Pro | Matt Campbell      | Mathieu Jaminet   | Felipe Nasr   |                   | Porsche 911 GT3 R | Rang 18                         |
| GTD     | Ryan Hardwick      | Jan Heylen        | Richard Lietz | Zacharie Robichon | Porsche 911 GT3 R | Rang 23                         |

### Renndaten
- Gemeldet: 61
- Gestartet: 61
- Gewertet: 43
- Rennklassen: 5
- Zuschauer: unbekannt
- Wetter am Renntag: trocken und kühl
- Streckenlänge: 5,728 km
- Fahrzeit des Siegerteams: 24:00:23,026 Stunden
- Gesamtrunden des Siegerteams: 761
- Gesamtdistanz des Siegerteams: 4345,380 km
- Siegerschnitt: unbekannt
- Pole Position: Tristan Vautier – Cadillac DPi V.R (#5) – 1:34,034
- Schnellste Rennrunde: Álex Palou – Cadillac Dpi V.R (#01) – 1:33,724
- Rennserie: 1. Lauf zur IMSA WeatherTech SportsCar Championship 2022